# Zgniłe Błoto
Zgniłe Błoto – wieś w Polsce położona w województwie łódzkim, w powiecie zgierskim, w gminie Aleksandrów Łódzki.
W latach 1975–1998 miejscowość administracyjnie należała do ówczesnego województwa łódzkiego.

## Zalew Zgniłe Błoto
Kilka lat temu koło wsi Zgniłe Błoto rozpoczęto organizowanie nowego ośrodka wypoczynkowego z kąpieliskiem. Wykorzystano w tym celu kilka połączonych stawów. Już dziś można tu uprawiać żeglarstwo i sporty wodne. Niebawem mają powstać tu dalsze elementy infrastruktury turystycznej.

## Dworek szlachecki

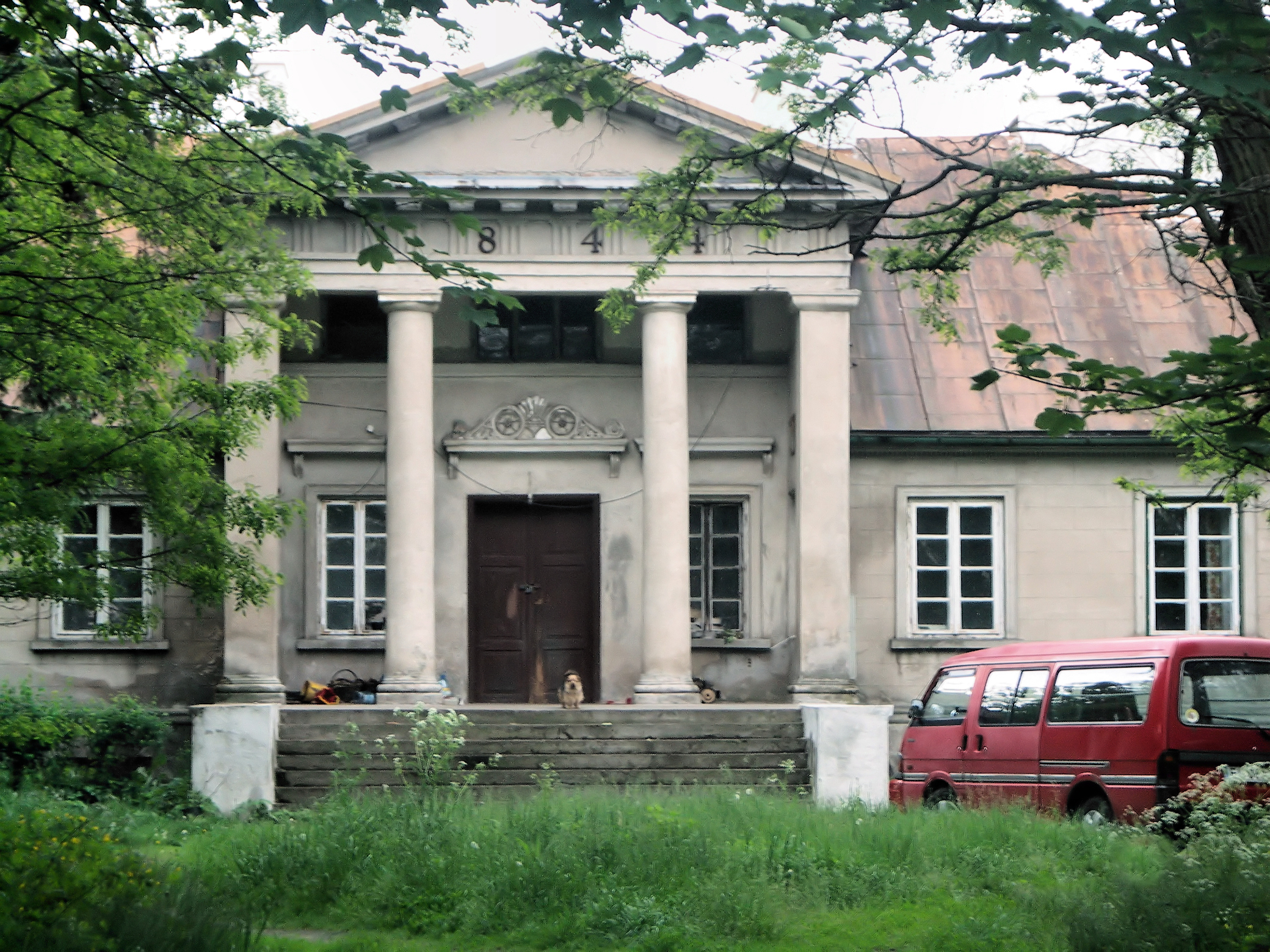
Dworek szlachecki

W Zgniłym Błocie zachował się jeden z czterech dworków szlacheckich na terenie gminy Aleksandrów Łódzki (inne w sąsiednim Bełdowie oraz Grzymkowej Woli i Nakielnicy). Został on zbudowany w 1844 r. w stylu klasycystycznym przez Jana Lebelta i Ludwikę z Prylińskich Lebelt, według projektu jej brata – Wilhelma Lebelta. Po Lebeltach właścicielami dworku i majątku były jeszcze rodziny Leskich i Zuchowiczów.